# هوخدون
هوخدون (به آلمانی: Hochdonn) یک شهر در آلمان است که در دیمارشن واقع شده‌است. هوخدون ۱٬۲۸۰ نفر جمعیت دارد.